# Svenska mästerskapen i fälttävlan 1983
Svenska mästerskapen i fälttävlan 1983 avgjordes i Halmstad. Tävlingen var den 33:e upplagan av Svenska mästerskapen i fälttävlan.

## Resultat
| Placering | Ryttare             | Häst       |
| --------- | ------------------- | ---------- |
| 1         | Nils Olov Barkander | Robbin     |
| 2         | Sven Ingvarsson     | Shangri La |
| 3         | Ulla Olsson         | Panache    |